# Glaucocystales
Ordre
L'ordre des Glaucocystales est un ordre d'algues de la classe des Glaucophyceae, de l'embranchement des Glaucophyta. 

## Liste des familles
Selon AlgaeBase (2 août 2013), NCBI (2 août 2013) et World Register of Marine Species (2 août 2013) : 
- famille des Glaucocystaceae G.S.West